# Acrocercops strophala
Acrocercops strophala är en fjärilsart som beskrevs av Edward Meyrick 1908. Acrocercops strophala ingår i släktet Acrocercops och familjen styltmalar.
Artens utbredningsområde är:
- Samoa.
- Sri Lanka.

Inga underarter finns listade i Catalogue of Life.